# San Miguel Panixtlahuaca
San Miguel Panixtlahuaca är en ort i Mexiko.   Den ligger i kommunen San Miguel Panixtlahuaca och delstaten Oaxaca, i den sydöstra delen av landet, 400 km sydost om huvudstaden Mexico City. San Miguel Panixtlahuaca ligger 1 096 meter över havet och antalet invånare är 5 682.
Terrängen runt San Miguel Panixtlahuaca är kuperad västerut, men österut är den bergig. Runt San Miguel Panixtlahuaca är det ganska glesbefolkat, med 24 invånare per kvadratkilometer. San Miguel Panixtlahuaca är det största samhället i trakten. I omgivningarna runt San Miguel Panixtlahuaca växer i huvudsak städsegrön lövskog.